# Дифосфид трикадмия
Дифосфид трикадмия — бинарное неорганическое соединение
кадмия и фосфора с формулой Cd3P2,
серые кристаллы.

## Получение
- Нагревание металлического кадмия и красного фосфора в вакуумированной ампуле:

{\displaystyle {\mathsf {3Cd+2P\ {\xrightarrow {600-680^{o}C}}\ Cd_{3}P_{2}}}}

## Физические свойства
Дифосфид трикадмия образует серые кристаллы
тетрагональной сингонии,
пространственная группа P 42/nmc,
параметры ячейки a = 0,87390 нм, c = 1,22523 нм, Z = 8
(есть данные о ячейке 
кубической сингонии,
параметры ячейки a = 0,606 нм, Z = 2).
Перегоняется в вакууме.

## Химические свойства
- Растворяется в соляной кислоте:

{\displaystyle {\mathsf {Cd_{3}P_{2}+6HCl\ {\xrightarrow {}}\ 3CdCl_{2}+2PH_{3}\uparrow }}}